# Araneus strigatellus
Araneus strigatellus este o specie de păianjeni din genul Araneus, familia Araneidae. A fost descrisă pentru prima dată de Strand, 1908. Conform Catalogue of Life specia Araneus strigatellus nu are subspecii cunoscute.